# Eli (asentamiento)
Eli (en hebreo: עֵלִי) es un asentamiento israelí situado en Cisjordania (Palestina). El asentamiento fue fundado en 1984 y pertenece a la gobernación de Nablus según el sistema administrativo palestino, o a la administración del Concejo Regional Mateh Binyamin según el sistema israelí en los territorios ocupados. La población del asentamiento era 4.640 habitantes, en enero de 2022.

## Ubicación
Eli está situado en Cisjordania, denominada área de Judea y Samaria por la administración israelí, y su administración es competencia del Consejo Regional Mateh Binyamin. El asentamiento fue fundado en 1984. Sus coordenadas son: 32° 4′ N, 35° 16′ E. Su población era 4.640 habitantes, el 31 de enero de 2022. La comunidad internacional considera que Eli, como todos los asentamientos israelíes en los territorios ocupados desde 1967, es ilegal según el derecho internacional, pero Israel niega esta afirmación. Eli se encuentra al este de la barrera israelí en el norte de la Cisjordania ocupada, a unos 30 kilómetros al norte de Jerusalén y a 17 kilómetros al sur de Nablus. El asentamiento está situado cerca de la autopista 60, que cruza Cisjordania en dirección norte-sur. Con los asentamientos de Shvut Rachel, Silo, Amijai y Maale Levona, así como varios pequeños puestos de avanzada al este de Amijai, Eli forma un bloque de asentamientos israelíes ubicados en el norte de Cisjordania.

## Historia
El asentamiento lleva el nombre del sumo sacerdote y juez de Israel Eli. El asentamiento fue fundado en 1984. Para establecer el asentamiento, Israel confiscó tierras de dos aldeas palestinas cercanas, As-Sawiya y Qaryut, según la ONG palestina Instituto de Investigación Aplicada - Jerusalén (ARIJ). En febrero de 2020, se aprobó la construcción de 600 viviendas adicionales en el asentamiento. Bnei David es una academia premilitar judía ortodoxa (Mejiná) y fue fundada en 1988 por los rabinos Eli Sadan y Yigal Levinstein.